# Вановская, Елена Владимировна
Елена Владимировна Вановская (род. 26 июня 1946) — советская и российская актриса, педагог по сценической речи. Заслуженный работник культуры Российской Федерации (2010).

## Биография
В 1968 году окончила Московское театральное училище им. М. С. Щепкина (курс В. И. Коршунова). В 1970-е годы служила актрисой в Александринском театре.
Преподает сценическую речь в Санкт-Петербургском государственном университете. 
Доцент кафедры театрального искусства. 
Почетный работник высшего профессионального образования. 
Член союза театральных деятелей (с 1977).
Автор более 50 публикаций по театральной педагогике и риторике.

## Творчество
роли
- «Болдинская осень» А. С. Пушкина (фильм-спектакль, постановка Г. Смольянинова; 1974) — Наталья Гончарова
- «Каменный гость» А. С. Пушкина (фильм-спектакль «Маленькие трагедии», постановка Леонида Вивьена, Антонина Даусона, Леонида Пчёлкина; 1971) — Дона Анна
- Старосветские помещики (фильм-спектакль; 1979)
- «Годы странствий» А.Арбузова (фильм-спектакль, постановка Игоря Горбачёва, Бориса Лёскина; 1968) — Ольга
- «Руины стреляют» (военный фильм-сериал, режиссёр Виталий Четвериков; 1970, 1971, 1972) — Ирма

## Награды
- Заслуженный работник культуры Российской Федерации (11 августа 2010 года) — за заслуги в области культуры и многолетнюю плодотворную работу[1].